# Propertius albistriga
Propertius albistriga är en fjärilsart som beskrevs av Günter Theodor Tessmann 1928. Propertius albistriga ingår i släktet Propertius och familjen tjockhuvuden. Inga underarter finns listade i Catalogue of L(ife.